# 2020年のパシフィック・リーグクライマックスシリーズ
2020年のパシフィック・リーグクライマックスシリーズは、2020年11月に開催されたプロ野球パシフィック・リーグのクライマックスシリーズ。前年に引き続きパーソルホールディングスがタイトルスポンサーとなり、「2020 パーソル クライマックスシリーズ パ」の名称で施行された。

## 概要
本大会はSMBC日本シリーズ2020出場権をかけたプレーオフトーナメント。
当初の予定では両リーグ、ファーストステージが2020年10月24日から26日まで、ファイナルステージが10月28日から11月2日までの予定だった。しかし新型コロナウイルスの影響により当初の日程を変更したため、クライマックスシリーズはセ・リーグでは全面的に中止し、パ・リーグではファーストステージを実施せず、レギュラーシーズン1位チームと2位チームによる1ステージのみとし、試合数も4戦3勝先取制に規模を縮小して開催した。もしも通常通り1stステージが行われていたら、レギュラーシーズン2位の千葉ロッテマリーンズとレギュラーシーズン3位の埼玉西武ライオンズとの対戦をZOZOマリンスタジアムで行う予定であった。
1勝分のアドバンテージが与えられるレギュラーシーズン1位の福岡ソフトバンクホークスとレギュラーシーズン2位の千葉ロッテマリーンズが争い、勝者がSMBC日本シリーズ2020への出場権を得る。この組み合わせは4年ぶり6度目でありCS(プレーオフ含む)では最多の組み合わせになった。
なお延長は10回のみとし、決着がつかぬ場合は引き分け扱いとなり、1位のソフトバンクの勝利となる。
- 会期：11月14日から11月15日
- 球場：福岡PayPayドーム
福岡PayPayドームでの開催は7年連続9回目。7年連続の開催は初めてとなる。

### トーナメント表
|  | クライマックスシリーズ        |     |
|  |                               |     |
|  | （4戦3勝制） 福岡PayPayドーム |     |
|  |                               |     |
|  | ソフトバンク（パ優勝）        | ☆○○ |
|  | ソフトバンク（パ優勝）        | ☆○○ |
|  | ロッテ（パ2位）               | ★●● |
|  | ロッテ（パ2位）               | ★●● |

☆・★=アドバンテージによる1勝・1敗分

## 日程
| 日付                                                           | 試合  | ビジター球団（先攻） | スコア | ホーム球団（後攻）   | 開催球場             |
| 10月24日（土）                                                 | 第1戦 | 埼玉西武ライオンズ   | 不戦勝 | 千葉ロッテマリーンズ | ZOZOマリンスタジアム |
| 10月25日（日）                                                 | 第2戦 | 埼玉西武ライオンズ   | 不戦勝 | 千葉ロッテマリーンズ | ZOZOマリンスタジアム |
| 10月26日（月）                                                 | 第3戦 | 埼玉西武ライオンズ   | 不戦勝 | 千葉ロッテマリーンズ | ZOZOマリンスタジアム |
| 勝者：千葉ロッテマリーンズ ※新型コロナウィルス流行により不戦勝 |       |                      |        |                      |                      |

| 日付                           | 試合           | ビジター球団（先攻） | スコア | ホーム球団（後攻）       | 開催球場         |
| アドバンテージ                 | アドバンテージ | 千葉ロッテマリーンズ |        | 福岡ソフトバンクホークス |                  |
| 11月14日（土）                 | 第1戦          | 千葉ロッテマリーンズ | 3 - 4  | 福岡ソフトバンクホークス | 福岡PayPayドーム |
| 11月15日（日）                 | 第2戦          | 千葉ロッテマリーンズ | 4 - 6  | 福岡ソフトバンクホークス | 福岡PayPayドーム |
| 勝者：福岡ソフトバンクホークス |                |                      |        |                          |                  |

## 試合結果
| 日付                           | 試合           | ビジター球団（先攻） | スコア | ホーム球団（後攻）       | 開催球場         |
| アドバンテージ                 | アドバンテージ | 千葉ロッテマリーンズ |        | 福岡ソフトバンクホークス |                  |
| 11月14日（土）                 | 第1戦          | 千葉ロッテマリーンズ | 3 - 4  | 福岡ソフトバンクホークス | 福岡PayPayドーム |
| 11月15日（日）                 | 第2戦          | 千葉ロッテマリーンズ | 4 - 6  | 福岡ソフトバンクホークス | 福岡PayPayドーム |
| 勝者：福岡ソフトバンクホークス |                |                      |        |                          |                  |

### 第1戦
|              | 1 | 2 | 3 | 4 | 5 | 6 | 7 | 8 | 9 | R | H  | E |
| ------------ | - | - | - | - | - | - | - | - | - | - | -- | - |
| ロッテ       | 0 | 2 | 0 | 0 | 1 | 0 | 0 | 0 | 0 | 3 | 8  | 1 |
| ソフトバンク | 0 | 0 | 0 | 1 | 0 | 2 | 0 | 1 | X | 4 | 11 | 0 |

1. ロ：美馬（5回1/3）、東條（0回0/3）、唐川（0回2/3）、Hハーマン（1回）、●澤村（1回）- 田村
2. ソ：千賀（7回）、○モイネロ（1回）、S森（1回）- 甲斐
3. 勝利：モイネロ（1勝）
4. セーブ：森（1S）
5. 敗戦：澤村（1敗）
6. 本塁打
ロ：安田1号（2回2ラン・千賀）
ソ：柳田1号（4回ソロ・美馬）
7. 審判
［球審］吉本
［塁審］小林（1B）、西本（2B）、山路（3B）
［外審］丹波（LL）、本田（RL）
8. 開始:13時01分 試合時間:3時間19分[3]

| ロッテ | ロッテ | ロッテ |
| 打順   | 守備   | 選手   |
| ------ | ------ | ------ |
| 1      | [右]   | 荻野   |
| 2      | [中]   | 藤原   |
| 3      | [左]   | 菅野   |
| 4      | [指]   | 清田   |
| 5      | [一]   | 井上   |
| 6      | [二]   | 中村奨 |
| 7      | [三]   | 安田   |
| 8      | [捕]   | 田村   |
|        | 打     | 角中   |
| 9      | [遊]   | 藤岡   |

| ソフトバンク | ソフトバンク | ソフトバンク |
| 打順         | 守備         | 選手         |
| ------------ | ------------ | ------------ |
| 1            | [二]         | 周東         |
|              | 打           | 長谷川       |
|              | 二           | 川島         |
| 2            | [一]         | 中村晃       |
| 3            | [中]         | 柳田         |
| 4            | [左]         | グラシアル   |
|              | 走右         | 上林         |
| 5            | [右左]       | 栗原         |
| 6            | [指]         | デスパイネ   |
| 7            | [遊]         | 牧原         |
| 8            | [三]         | 松田宣       |
| 9            | [捕]         | 甲斐         |

ロッテの先発は美馬、ソフトバンクの先発は千賀。
ソフトバンクは1回裏、1死満塁のチャンスを作るも、栗原が遊併殺打に倒れ無得点に終わる。一方ロッテは、2回表に2死1塁から安田の2点本塁打で先制した。対するソフトバンクは4回裏に、先頭打者・柳田の本塁打で1点を返すも、ロッテは5回表に1死3塁から荻野の適時打で追加点を上げ、突き放した。しかし、6回裏に美馬が1死2,3塁で降板すると、代わった東條からデスパイネが適時内野安打を放ち、ソフトバンクが1点を返す。東條は対デスパイネのみのワンポイントリリーフで、投手は唐川に交代。1死1,3塁から、続く牧原の打球は二ゴロとなり、二塁手中村奨が捕球。一塁走者デスパイネをタッチした後に一塁に送球するも、一塁手井上が捕球ミス。その間に三塁走者グラシアルが生還し、ソフトバンクが同点に追いついた。その後、ソフトバンク8回裏、ロッテの5番手・澤村を攻め、2四球と1安打で2死満塁とした所で甲斐の適時内野安打で勝ち越した。最後は、9回表を森が締めて試合終了。ソフトバンクが4-3で勝利し、アドバンテージを含めて2勝0敗で、日本シリーズ進出へ王手をかけた。
ソフトバンクは初回の1死満塁のチャンスを逸するも千賀が7回3失点と役割を果たし、モイネロ、森が無安打で締め、これで2019年のクライマックスシリーズ ファーストステージ第2戦（楽天戦）からポストシーズン11連勝。阪急ブレーブスが1975年のプレーオフ第2戦から1976年の日本シリーズ第3戦まで記録した10連勝を上回り、最長記録となった。
ロッテは2回から7回まで先頭打者が出塁するも、中軸の菅野・井上の無安打に終わった。守備面でも6回に失策があり、8回には不運な内野安打で勝ち越されるなど逆転負けを喫し、後が無くなった。

### 第2戦
|              | 1 | 2 | 3 | 4 | 5 | 6 | 7 | 8 | 9 | R | H  | E |
| ------------ | - | - | - | - | - | - | - | - | - | - | -- | - |
| ロッテ       | 3 | 0 | 0 | 0 | 0 | 0 | 1 | 0 | 0 | 4 | 12 | 0 |
| ソフトバンク | 0 | 2 | 0 | 3 | 0 | 0 | 1 | 0 | X | 6 | 10 | 0 |

1. ロ：●チェン・ウェイン（3回1/3）、小野（0回2/3）、岩下（1回）、唐川（1回）、ハーマン（1回）、澤村（1回）- 田村
2. ソ：東浜（4回）、H松本（1回）、H岩嵜（1回）、H嘉弥真（0回1/3）、H高橋礼（0回1/3）、○モイネロ（1回1/3）、S森（1回）- 甲斐
3. 勝利：モイネロ（2勝）
4. セーブ：森（2S）
5. 敗戦：チェン・ウェイン（1敗）
6. 本塁打
ソ：中村晃1号（2回2ラン・チェン・ウェイン）、中村晃2号（4回2ラン・チェン・ウェイン）、松田宣1号（4回ソロ・チェン・ウェイン）
7. 審判
［球審］山路
［塁審］西本（1B）、丹波（2B）、本田（3B）
［外審］福家（LL）、小林（RL）
8. 開始:13時00分 試合時間:3時間27分[5]

| ロッテ | ロッテ | ロッテ |
| 打順   | 守備   | 選手   |
| ------ | ------ | ------ |
| 1      | [右]   | 荻野   |
| 2      | [中]   | 藤原   |
| 3      | [指]   | 清田   |
| 4      | [三]   | 安田   |
| 5      | [一左] | 菅野   |
|        | 打     | 角中   |
|        | 走     | 和田   |
| 6      | [二]   | 中村奨 |
| 7      | [左]   | 福田秀 |
|        | 遊     | 三木   |
|        | 打     | 佐藤   |
| 8      | [捕]   | 田村   |
| 9      | [遊]   | 藤岡   |
|        | 打一   | 井上   |

| ソフトバンク | ソフトバンク | ソフトバンク |
| 打順         | 守備         | 選手         |
| ------------ | ------------ | ------------ |
| 1            | [遊二]       | 周東         |
| 2            | [二]         | 川島         |
|              | 遊           | 牧原         |
| 3            | [中]         | 柳田         |
| 4            | [左]         | グラシアル   |
|              | 左           | 真砂         |
| 5            | [右]         | 栗原         |
|              | 右           | 上林         |
| 6            | [指]         | デスパイネ   |
| 7            | [一]         | 中村晃       |
| 8            | [三]         | 松田宣       |
| 9            | [捕]         | 甲斐         |

ロッテの先発はチェン・ウェイン、ソフトバンクの先発は東浜。
ロッテは1回表、1死2,3塁のチャンスを作ると、4番・安田が適時二塁打を放ち、2点を先制。更に2四死球で1死満塁とすると、福田秀の二ゴロで追加点を挙げた。対するソフトバンクは2回裏、無死1塁から中村晃の2点本塁打で2点を返すと、4回裏にも無死2塁から中村晃の2打席連続となる2点本塁打で逆転。さらに、続く松田も本塁打を放ち、3点を入れた。ロッテは7回表に1死3塁から中村奨の二ゴロで1点を返し1点差としたが、ソフトバンクは直後の7回裏に、1死1塁から周東の適時三塁打でダメ押しし、再び2点差とした。それでもロッテは9回表にソフトバンクの7番手・森を攻め、1死満塁のチャンスを作るも、中村奨が三振、最後は佐藤都を中飛に打ち取られ試合終了。ソフトバンクがアドバンテージを含む3勝0敗とし、4年連続となる日本シリーズ進出を決めた。
ソフトバンクは先発・東浜が4回3失点で降板したが、その後は救援投手6人が1失点で繋ぎ、打線も10安打3本塁打で6得点を挙げ、6-4で勝利。これで、ポストシーズン12連勝、ポストシーズンの対ロッテ戦では7連勝となった。
ロッテは先発・チェン・ウェインが3回1/3を3本塁打5失点と役割を果たせず、打線も12安打を放ったものの決定打を欠いて二桁残塁を喫し、2連敗でCS敗退となった。

## 表彰選手
- クライマックスシリーズMVP：中村晃（福岡ソフトバンクホークス）

## テレビ・ラジオ放送およびネット配信

### テレビ放送
第1戦（11月14日）
- 福岡放送 ≪地上波、日本テレビ系列、福岡県ローカル≫
  - 放送時間：12:55 - 16:45（45分延長）
- TOKYO MX2 ≪地上波、東京都ローカル≫
  - 放送時間：13:00 - 16:45
- NHK BS1
  - 放送時間：13:00 - 16:50
- スポーツライブ+
  - 放送時間：12:45 - 16:50

第2戦（11月15日）
- TVQ九州放送 ≪地上波、テレビ東京系列、福岡県ローカル≫
  - 放送時間：12:30 - 16:00
- TOKYO MX2 ≪地上波、東京都ローカル≫
  - 放送時間：13:00 - 17:00
- NHK BS1
  - 放送時間：13:00 - 16:50
- スポーツライブ+
  - 放送時間：12:45 - 17:15

実施されなかった試合
第3戦（11月16日）が実施されていた場合は、九州朝日放送 ≪地上波、テレビ朝日系列、福岡県ローカル≫とBS朝日、スポーツライブ+で、第4戦（11月17日）が実施されていた場合は、RKB毎日放送 ≪地上波、TBS系列、福岡県ローカル≫とNHK BS1、スポーツライブ+でそれぞれ試合終了まで放送する予定だった。

### ラジオ放送
NHKラジオでの第1戦・第2戦の放送は、大相撲令和2年11月場所と開催日時が重複したため、九州・沖縄ブロックのみの放送だった。
第1戦（11月14日）
- NHKラジオ 九州・沖縄地区のみ
  - 放送時間：13:00 - 16:00（16:00以降試合終了までNHK-FM放送で放送）

- RKB
  - 放送時間：12:54 - 16:39

- KBC
  - 放送時間：12:55 - 16:45

- ニッポン放送（KBCからのネット）
  - 放送時間：13:00 - 16:50）

第2戦（11月15日）
- NHKラジオ 九州・沖縄地区のみ
  - 放送時間：13:00 - 16:55

- RKB
  - 放送時間：12:54 - 16:59

- KBC
  - 放送時間：12:55 - 17:00

- ニッポン放送（KBCからのネット）
  - 放送時間：13:00 - 16:40

実施されなかった試合
第3戦（11月16日）、第4戦（11月17日）ともにNHKラジオで全国放送のほか、RKB・KBC・ニッポン放送（KBCからのネット）でそれぞれ試合終了まで放送する予定だった。

### ネット配信
パーソル パ・リーグTV、Rakuten TV、パ・リーグLIVEなどで配信。